# Automerisierung
Eine Automerisierung ist in der Chemie eine Sonderform der Isomerisierung, bei der sich Edukt und Produkt nicht unterscheiden. Ein Beispiel ist die Automerisierung von Bicyclo[5.1.0]octadien:
Die Isomerisierung von 1,5-Hexadien lässt ebenfalls keine Unterscheidung zwischen Edukt und Produkt zu. Experimentelle Daten scheinen einen Diradikalmechanismus für diese Automerisierung plausibel erscheinen.